# Frederik Veuchelen
Frederik Veuchelen (Korbeek-Lo, Bierbeek, Brabant Flamenc, 4 de setembre de 1978) és un ciclista belga, professional des del 2004. Actualment corre a l'equip Wanty-Groupe Gobert. En el seu palmarès destaca la victòria a l'A través de Flandes del 2006.

## Biografia
Frederik Veuchelen passa al professionalisme en el si de l'equip Vlaanderen-T-Interim, creat per tal de permetre el pas al professionalisme dels joves de la zona. Aquest equip passa a anomenar-se Chocolade Jacques-T-Interim el 2005, obtenint al mateix temps la categoria d'equip continental professional. Aquell any, Frederik Veuchelen és sisè a la Volta a la Gran Bretanya. El 2006 guanyà la seva primera carrera com a professional, l'A través de Flandes. Quedà tercer al Gran Premi Gerrie Knetemann el 2007 i segon al Gran Premi d'Obertura La Marseillaise, sisè a l'Étoile de Bessèges i vuitè a la Volta a la Gran Bretanya del 2008.
El 2009 Frederik Veuchelen fitxà pel Vacansoleil. El 2010 acabà tercer al Campionat de Bèlgica en ruta, darrere Stijn Devolder i Philippe Gilbert.
El 2011 el Vacansoleil passa a categoria ProTeam, cosa que li permet participar en totes les curses de l'UCI World Tour. Alhora participa en la seva primera gran volta, el Giro d'Itàlia, en què acabà el 106 de la general.

## Palmarès
- 2003
  - 1r al Memorial Philippe van Coningsloo
  - Vencedor de 2 etapes al Tríptic de les Ardenes
- 2006
  - 1r a l'A través de Flandes
- 2012
  - Vencedor de la classificació de la muntanya de la París-Niça

### Resultats al Giro d'Itàlia
- 2011. 106è de la classificació general
- 2013. 83è de la classificació general